# Katayun Pracher-Hilander
Katayun Pracher-Hilander (nascida a 11 de Fevereiro de 1971) é uma política austríaca do Partido da Liberdade que desempenha funções como membro do Conselho Nacional desde 2024. Ela é psicóloga em psicologia industrial, organizacional e social, e anteriormente trabalhou como professora na UMIT Tirol e na Academia Militar Theresiana.